# Епјен
Епјен (фр. Espiens) насеље је и општина у југозападној Француској у региону Аквитанија, у департману Лот и Гарона која припада префектури Нерак.
По подацима из 2011. године у општини је живело 390 становника, а густина насељености је износила 22,31 становника/km². Општина се простире на површини од 17,48 km². Налази се на средњој надморској висини од 190 метара (максималној 196 m, а минималној 46 m).

## Демографија
| 1962. | 1968. | 1975. | 1982. | 1990. | 1999. | 2011. |
| ----- | ----- | ----- | ----- | ----- | ----- | ----- |
| 297   | 361   | 327   | 318   | 318   | 310   | 390   |

График промене броја становника у току последњих година